# 不花 (唐兀氏)
不花，（？—1328年）元朝官员。唐兀氏。杨朵儿只之子。
不花幼有礼自持，有才气，好读书，善于书法。初为元仁宗召见。想要任命他为翰林直学士，他坚辞不就。其父被杀，更加好学，後荫补武备司提点，任河东廉访司事。遇到河东百姓饥荒，捐款赈济。天历初年，为通政院判。后见陕西诸军抗拒诏命，郡县守吏，率民逃跑，他率众出御，晓之以理，被杀。元文宗至顺二年（1331年），追赠礼部尚书。

## 延伸阅读
[在维基数据编辑]
 《新元史/卷183》，出自柯劭忞《新元史》